# أليكس ستيفنسون
أليكس ستيفنسون (بالإنجليزية: Alex Stevenson)‏ (9 أغسطس 1912 بدبلن في جمهورية أيرلندا - 1985) هو مدرب كرة قدم ولاعب كرة قدم أيرلندي في مركز مهاجم داخلي. شارك مع منتخب أيرلندا لكرة القدم ومنتخب جمهورية أيرلندا لكرة القدم. أما مع النوادي، فقد لعب مع نادي إيفرتون ونادي بلاكبول ونادي ترانمير روفرز لكرة القدم ونادي رينجرز وDolphin F.C. (Ireland) ‏ وBootle Athletic F.C. ‏.

## وصلات خارجية
- أليكس ستيفنسون على موقع قاعدة بيانات كرة القدم.إي يو (الإنجليزية)
- أليكس ستيفنسون على موقع ناشيونال فوتبول تيمز (الإنجليزية)